# Antal Péter (kritikus)
Antal Péter (Szatmár, 1917. március 17. – Szatmárnémeti, 2002. április 4.) romániai magyar kritikus, tankönyvíró.

## Életútja
Diplomáját 1937-ben a kolozsvári Bolyai Tudományegyetemen szerezte német-magyar szakokon. 1939-től egészen nyugdíjazásáig Szatmáron volt magyar nyelv és irodalom szakos középiskolai tanár. Kritikáit az 1950-es években az Igaz Szó, Utunk, Művelődés és más napilapok, legfőképp a Szatmári Hírlap hasábjain publikálta. Kuszálik Piroskával és Szabó Hajnallal közösen szerkesztette a Magyar nyelv és irodalom (1965) című tankönyvet a 9. osztály részére. Irodalmi szöveggyűjtemény címen két kötete jelent meg (Láng Gusztávval a 10., illetve a líceumi 2. osztály számára, 1966; Láng Gusztávval és Szabó Hajnallal a 11. illetve a líceumi 3. osztály számára, 1967).
Az 1989-es fordulat után bekapcsolódott a politikai és kulturális közéletbe, Gyergyószentmiklós egyik tanácsosa lett, utolsó évei nagy csendben teltek.